# Jan Łazor
Jan Władysław Łazor (ur. 1863, zm. 1 lutego 1924 w Przemyślu) – drukarz, aktor i reżyser w przemyskim teatrze amatorskim Fredreum.

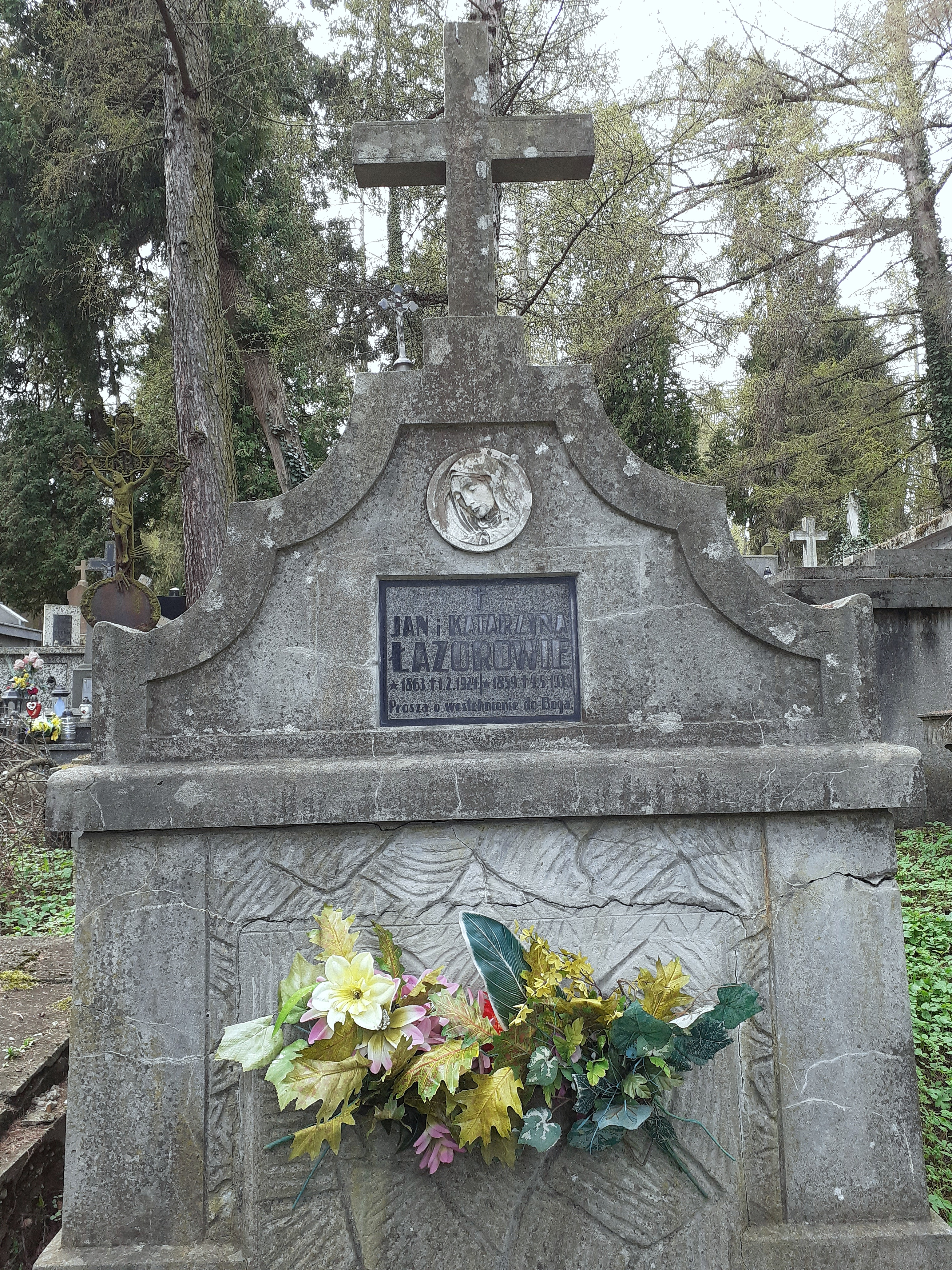
Grobowiec Jana i Katarzyny Łazorów

## Życiorys
Urodził się w 1863. Przez cztery lata uczęszczał do C. K. Gimnazjum z wykładowym językiem polskim w Przemyślu, następnie podjął pracę w drukarni. W 1896 awansował na zarządcę drukarni Dżułyńskiego w Przemyślu, następnie zaś kierował Drukarnią Udziałową, która mieściła się w dawnym budynku jego gimnazjum. W 1912 został jej właścicielem. Po kolejnych zmianach przyjęła nazwę Drukarni Jana Łazora i była wówczas największa mieście. Wydawca i redaktor odpowiedzialny „Ziemi Przemyskiej” oraz „Echa Przemyskiego”.
Działał w Stowarzyszeniu Rękodzielników „Gwiazda”, Towarzystwie Gimnastycznym „Sokół”, Towarzystwie Szkoły Ludowej, Towarzystwie Przyjaciół Nauk. Po zdobyciu Przemyśla w 1915 przez Rosjan, był przez nich więziony, podobnie jak przez Austriaków po odbiciu miasta. Członek Związku Ludowo-Narodowego.
Aktor i reżyser w przemyskim teatrze amatorskim Fredreum, gdzie był ceniony zwłaszcza jako wykonawca ról fredrowskich. Twórca drobnych form prozaicznych i lirycznych, drukowanych w przemyskich gazetach.
Zmarł 1 lutego 1924 w Przemyślu. Został pochowany na cmentarzu Głównym w Przemyślu. Jego żoną była Katarzyna (1859–1938). Ich dziećmi byli m.in. Adolf (ppłk uzbrojenia Wojska Polskiego) i Ludwik (wydawca, aktor).